# 指骨
指骨（しこつ、phalanx bonesまたはphalanges）は、四肢動物の前肢・後肢の先端部にある、手および足の指を構成する骨の集合。
手（前肢）の指骨と足（後肢）の指骨を区別して呼ぶ場合は、足のものを趾骨（しこつ）と呼ぶ。英語の "phalanx" をはじめとしてそれに類する各欧州語での呼称は、ギリシア語の φάλαγξ に由来する。これは日本でもファランクスとして知られる古代ヨーロッパ歩兵の密集陣形や戦闘階級を表すが、同時に「丸太・木の幹」「（ある種の）毒グモ」の意味も持つ。これが指骨の意味を持つようになったのには、並んだ指関節を密集した歩兵列に見立てたという説や、丸太という語義が戦列と指の骨の双方に転用されたという説などがある。
動物の手足において、指に相当する部分を構成している。哺乳類では第1指以外の指は各指3本の指骨を持ち、基節骨・中節骨・末節骨の呼称で呼ばれる（第1指は中節骨を欠く）。手足の中心部分を構成する中手骨・中足骨とは基節骨が接し、中節骨、末節骨の順に繋がっている。それぞれの骨や関節に種子骨が付くものもある。
固有の名称を持っていない骨で、中手骨などと同様に指の番号を付けて呼ばれる。例えばヒトの中指（第3指）の指骨であれば、根元から順に第3指基節骨・第3指中節骨・第3指末節骨となる。

## 指骨の数
四肢動物の指骨の数は分類群によって変動する。指骨の数を第1指（親指）から順に記述したものを指骨式（または指式、指節骨式：phalangeal formula）といい、ヒトを例にすれば 2-3-3-3-3 や 2. 3. 3. 3. 3. のように表す。両生類では一般に指骨の数が少なく1本の指に 2〜3 個だけである。初期のものでは指数が 7〜8 本のものもいたが、分椎類では前指4本 (2-3-3-3) 後趾5本 (2-3-3-3-3) が標準となり、爬虫類につながる系統と考えられている炭竜類では前後とも5本の指で指骨式は 2-3-4-5-3(4) が標準となる。爬虫類においては炭竜類の指骨を受け継ぎ、前肢の基本指骨式は 2-3-4-5-3、後肢の基本指骨式は 2-3-4-5-4 が標準となっている。
鳥類の前肢は翼として特殊化しているが、残存している3本の指が第1・2・3指か第2・3・4指かについて、比較解剖学者と発生学者の間で意見の相違がある。少なくともデイノニクスや始祖鳥では前肢指骨式は 2-3-4-0-0 となっている。鳥類の後肢の基本指骨式は 2-3-4-5-0 であり、第5趾を失った以外は爬虫類の後肢指骨式を踏襲している。
哺乳類では爬虫類段階から指の数はそのままだが指骨数の減少が起こっている。ヒトをはじめとする霊長類の指骨式 2-3-3-3-3 は哺乳類の基本指骨式でもあり、哺乳類の進化の中で指の数が減少することはしばしば発生しているが、1本の指の中での指骨数減少は滅多にない。
逆に指骨数が増加する例は哺乳類では前肢を鰭に変形させたクジラ類のみに見られ、指骨数過剰 (hyperphalangy) と呼ばれている。クジラ類と同様に脚を鰭に変化させた爬虫類の魚竜類・鰭竜類でも平行進化的に似たような現象が見られるが、彼らの場合は指骨数過剰だけでなく指骨の列数が増える指数過剰 (hyperdactyly) も発生している。

## ウマの指骨

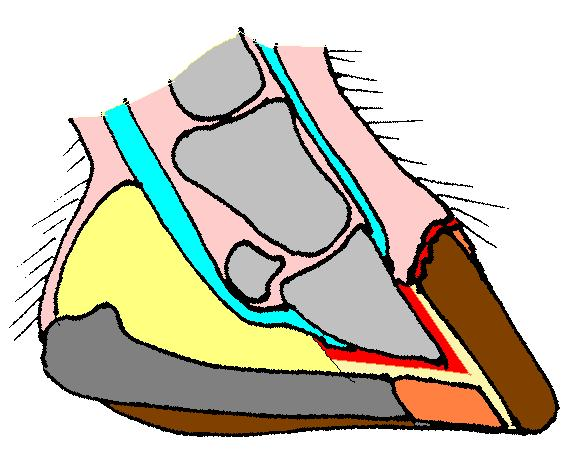
ウマの蹄内部。明るい灰色が指骨を表している。上から繋骨・冠骨・舠骨・蹄骨。

ウマの指は第3指のみで、指骨は第3指の基節骨・中節骨・末節骨および近位種子骨・遠位種子骨の種子骨2つによって構成されている。ウマの場合、基節骨・中節骨・末節骨それぞれの骨に繋骨・冠骨・蹄骨の名称が使われ、また遠位種子骨は舠骨（とうこつ）とも呼ばれる。